# Selenidera nattereri
El tucanete de Natterer, pichilingo dentado, tucancito de pico corto o tucancito pico rojo (Selenidera nattereri) es una especie de ave de la familia Ramphastidae que se encuentra en Brasil, Colombia, Guayana francesa, Guyana y Venezuela.

## Hábitat
Vive en las áreas de suelo arenoso y claros dentro del bosque húmedo, preferentemente a menos de 160 m de altitud, e incluso hasta los 300 m s. n. m.

## Descripción
Mide 32 a 33 cm de longitud y pesa entre 148 y 165 g. El macho plumaje negro, con piel alrededor del ojo color azul verdoso a verde amarillento brillante y una ancha banda amarilla a anaranjada sobre y tras los oídos; un parche en el flanco amarillo dorado a óxido y una banda amarilla en el manto superior; pico rojo en la línea basal,culmen verde a verde lima, con un parche azul cuadrado cerca de la base de la maxila y la mandíbula, dientes verdosos o blancuzcos, el resto del pico castaño a rojo y verdoso.

## Alimentación
Se alimenta principalmente de frutos y semillas.